# 평정해산

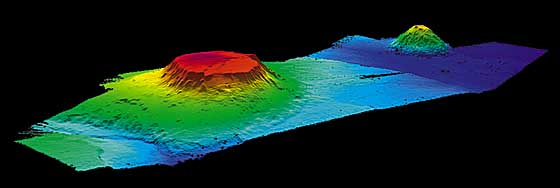
The Bear Seamount, 평정해산

평정해산(平頂海山)은 해저로부터 높게 솟아있고, 정상부가 평평한 해저산이다. 스위스의 지질학자 아놀드 헨리 기요(1807년 - 1884년)가 영어(guyot)로 처음 명명하였다.

## 같이 보기
- 온누리 평정해산
- 백두평정해산